# Graham Duxbury
Graham Duxbury (Johannesburg, 1 december 1955) is een Zuid-Afrikaans voormalig autocoureur. In 1982 behaalde hij de titel in het Zuid-Afrikaanse kampioenschap voor coureurs. In 1984 won hij de 24 uur van Daytona.

## Carrière
In 1981 debuteerde Duxbury in het Zuid-Afrikaanse kampioenschap voor coureurs en werd direct derde in de eindstand, achter Bernard Tilanus en Tony Martin. Dat jaar behaalde hij drie overwinningen. In 1982 werd hij met vier zeges kampioen in de klasse. In 1983 won hij een race en werd hij achter Ian Scheckter tweede in het klassement.
Tussen 1983 en 1988 nam Duxbury deel aan een aantal races van het World Sportscar Championship. In 1984 behaalde hij internationaal gezien zijn grootste overwinning in de 24 uur van Daytona, een zege die hij deelde met zijn landgenoten Sarel van der Merwe en Tony Martin. Datzelfde jaar kwam dit trio ook uit in de 12 uur van Sebring, maar hier werd de finish niet gehaald. In 1985 en 1987 nam Duxbury ook deel aan de 24 uur van Le Mans.
Na zijn carrière als autocoureur ging Duxbury aan de slag als autosportcommentator. In deze functie was hij jarenlang actief. In 2019 werd hij opgenomen in de Zuid-Afrikaanse Hall of Fame vanwege zijn prestaties in de autosport.